# Браунсвілл (Міннесота)
Браунсвілл (англ. Brownsville) — місто (англ. city) в США, в окрузі Г'юстон штату Міннесота. Населення — 566 осіб (2020).

## Географія
Браунсвілл розташований за координатами 43°42′4″ пн. ш. 91°17′17″ зх. д. / 43.70111° пн. ш. 91.28806° зх. д. (43.701101, -91.287958).  За даними Бюро перепису населення США в 2010 році місто мало площу 5,01 км², з яких 4,53 км² — суходіл та 0,48 км² — водойми.

## Демографія
Згідно з переписом 2010 року, у місті мешкало 466 осіб у 213 домогосподарствах у складі 137 родин. Густота населення становила 93 особи/км².  Було 280 помешкань (56/км²).
Расовий склад населення:
| - 99,1 % — білих |

До двох чи більше рас належало 0,9 %. Частка іспаномовних становила 0,9 % від усіх жителів.
За віковим діапазоном населення розподілялося таким чином: 17,0 % — особи молодші 18 років, 67,8 % — особи у віці 18—64 років, 15,2 % — особи у віці 65 років та старші. Медіана віку мешканця становила 47,6 року. На 100 осіб жіночої статі у місті припадало 109,0 чоловіків;  на 100 жінок у віці від 18 років та старших — 110,3 чоловіків також старших 18 років.
Середній дохід на одне домашнє господарство  становив 61 914 долари США (медіана — 61 406), а середній дохід на одну сім'ю — 59 467 доларів (медіана — 57 083). Медіана доходів становила 46 875 доларів для чоловіків та 35 375 доларів для жінок. За межею бідності перебувало 12,5 % осіб, у тому числі 16,1 % дітей у віці до 18 років та 4,8 % осіб у віці 65 років та старших.
Цивільне працевлаштоване населення становило 293 особи. Основні галузі зайнятості: роздрібна торгівля — 20,8 %, освіта, охорона здоров'я та соціальна допомога — 14,7 %, будівництво — 14,7 %.

## Персоналії
- Вільям Хаубер (1891-1929) — американський кіноактор.